# 465513 Chenchen
465513 Chenchen è un asteroide della fascia principale. Scoperto nel 2008, presenta un'orbita caratterizzata da un semiasse maggiore pari a 2,7213362 au e da un'eccentricità di 0,3417219, inclinata di 5,23648° rispetto all'eclittica.
L'asteroide era stato inizialmente battezzato 465513 Zhenzhen per poi essere corretto nella denominazione attuale.
L'asteroide è dedicato all'attrice taiwanese Chen Chen.